# Bílý kámen (cykloturistická akce)

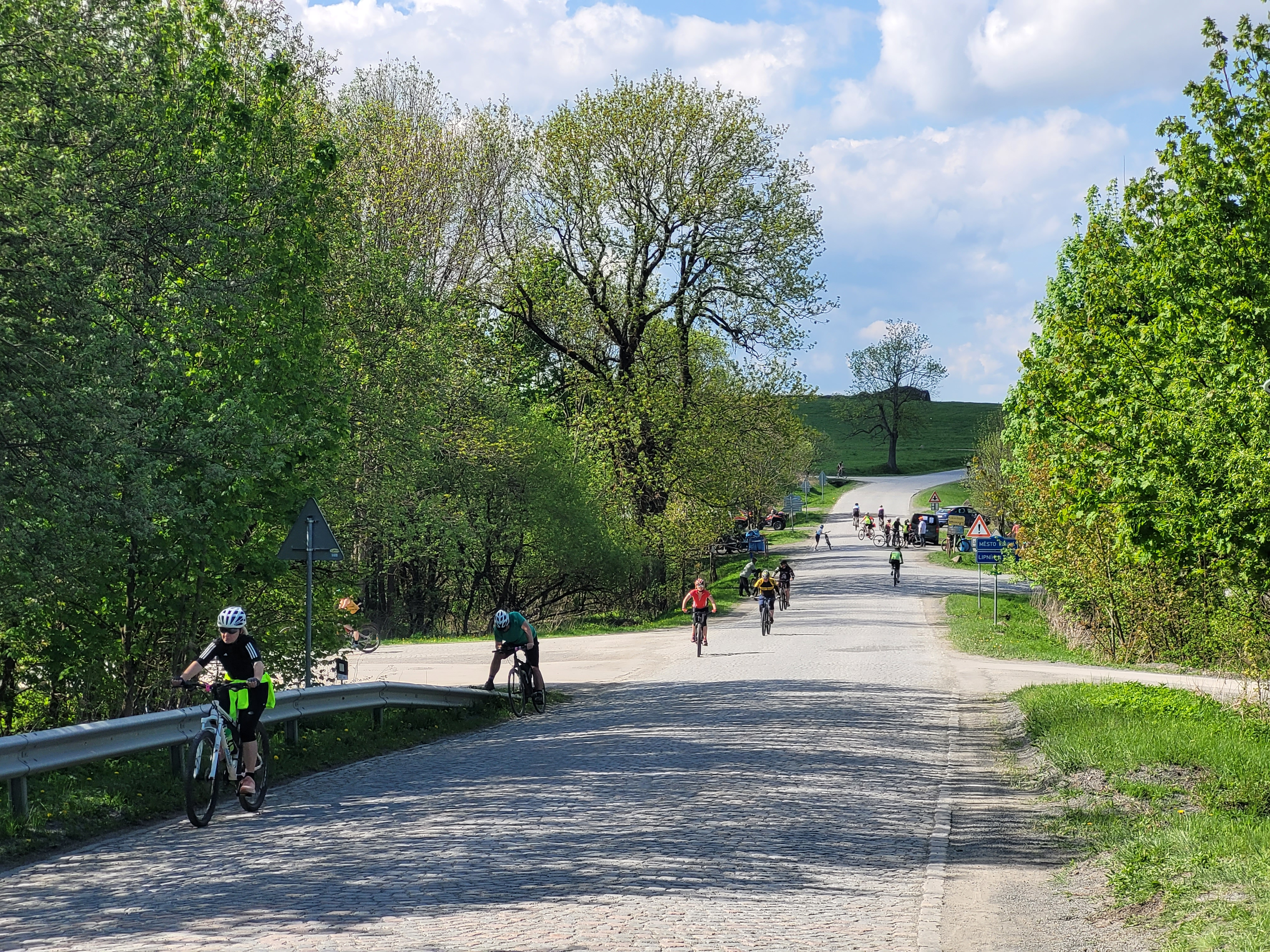
Cyklisté u zaniklé obce Velká Střelná ve vojenském újezdu Libavá při cykloturistické akci Bílý kámen 1. května 2025

Cykloturistická akce Bílý kámen zpřístupňuje veřejnosti každoročně 1. května vybrané cesty a místa ve vojenském újezdu Libavá za účelem turistiky. Cyklistům, koloběžkářům či pěším turistům je mimořádně umožněno vstoupit do této části pohoří Oderských vrchů, která je jinak celoročně nepřístupná.
Pro návštěvu jsou v této oblasti s pohnutou minulostí, živou současností a cennou přírodou vybírány vhodné, předem oznámené, označené a bezpečné trasy. Akce se těší velké popularitě a příjmy ze vstupného jsou používány k dobročinným účelům. V roce 2025 bylo dosaženo počtu 7371 účastníků.
Akce, které dal název historií a legendami opředený lom Bílý kámen (který je jedním z míst, jež je možno v průběhu konání navštívit), se uskutečňuje pravidelně od roku 1992 s výjimkou roku 2020 způsobenou pandemií covidu-19.
Hlavním pořadatelem je spolek Haná Velká Bystřice (nahradil dřívějšího pořadatele Auto-velo-klub z.s.), město Velká Bystřice a Okrašlovací spolek Lubavia, spolupracující s přilehlými obcemi, Armádou České republiky, Vojenskými lesy a statky ČR, Vojenskou policií a Policií ČR. Účastníci jsou povinni dodržovat ustanovení zákona č. 222/1999 sbírky blíže upřesněná pravidly akce.

## Vstupní stanoviště, trasy a cíle
Vstupní stanoviště jsou volena z míst na hranici vojenského újezdu Libavá. Navzájem a i se zajímavými cíli uvnitř prostoru je propují trasy, které lze při pohybu podle chuti a nastavených pravidel kombinovat. Seznam stanovišť, tras a cílů se rok od roku mírně mění.
Například v roce 2025 fungovala tato vstupní stanoviště (sežazeno dle počtu vstupujících účastníků sestupně):
1. Mrsklesy (1383 účastníků)
2. Kozlov (1339 účastníků)
3. Město Libavá (1215 účastníků)
4. Zelený kříž (926 účastníků)
5. Luboměř pod Strážnou (656 účastníků)
6. Stará Voda (341 účastníků)
7. Hlubočky-Nepřívazy (316 účastníků)
8. Smilov (312 účastníků)
9. Daskabát (310 účastníků)
10. Staré Oldřůvky (280 účastníků)
11. Velký Újezd (95 účastníků)

Pro snazší přepravu cyklistů dovnitř areálu je nabízena tzv. cyklolanovka, tj. autobusy s přívěsem na jízdní kola vypravované z Olomouce a Velké Bystřice. Dalších několik autobusů je do újezdu vypravováno s pěšími turisty (zejména seniory a rodinami s dětmi), s nimiž formou zájezdu postupně navštíví vybrané cíle.
Mezi zajímavé cíle ve zpřístupněné oblasti patří Pramen Odry, kostel ve Staré Vodě s Královskou studánkou, větrný mlýn a kostel ve Městě Libavá, Vojnovická kaplička, bunkr Točka Sever, zámeček Bores, přírodní rezervace Smolenská luka, Jaromírův kříž, Kleinův kříž, Jahnův kříž, Barnovský most či pozůstatky obcí, obnovené hřbitovy a studánky. Některá z těchto míst je za podmínek stanovených újezdním úřadem možno navštěvovat i mimo akci Bílý kámen.
Zájmová místa jsou trvale či dočasně označena informačními panely, dočasně vyznačeny v terénu jsou i jednotlivé trasy. V některých místech na trase jsou přítomní průvodci, kteří podávají informace o místě a mohou zodpovědět dotazy účastníků. Na několika místech v oblasti se nacházejí občerstvovací stanice a stanoviště zdravotníků. Navštívit lze i některé vojenské pozorovatelny, které nabízí široký výhled na krajinu (Velká Střelná, Strážisko). Jako doprovodný program bývá na vybraném místě nabízena prohlídka vojenské techniky.

## Galerie

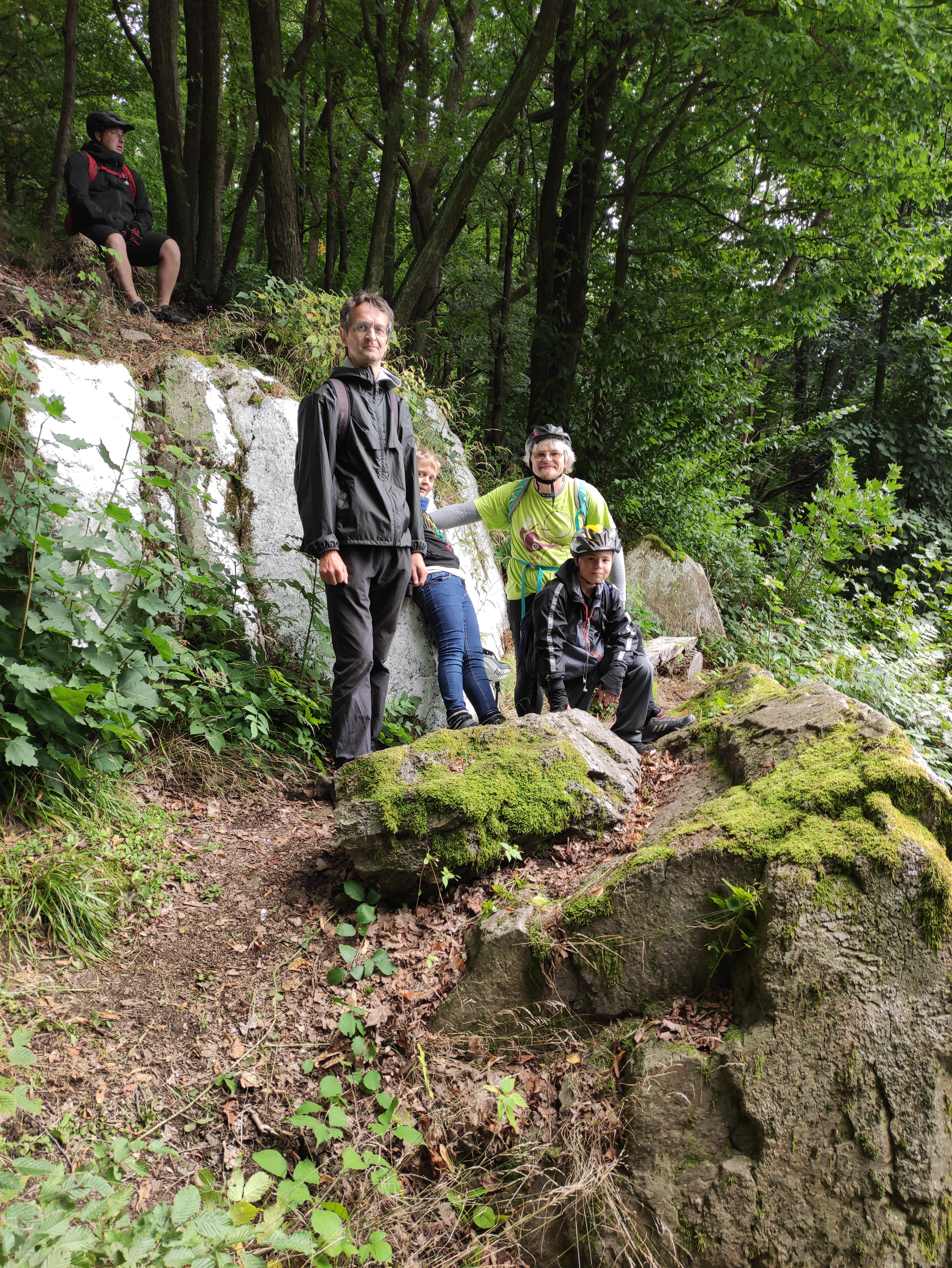
Lom Bílý kámen (Bílý kámen 2021)
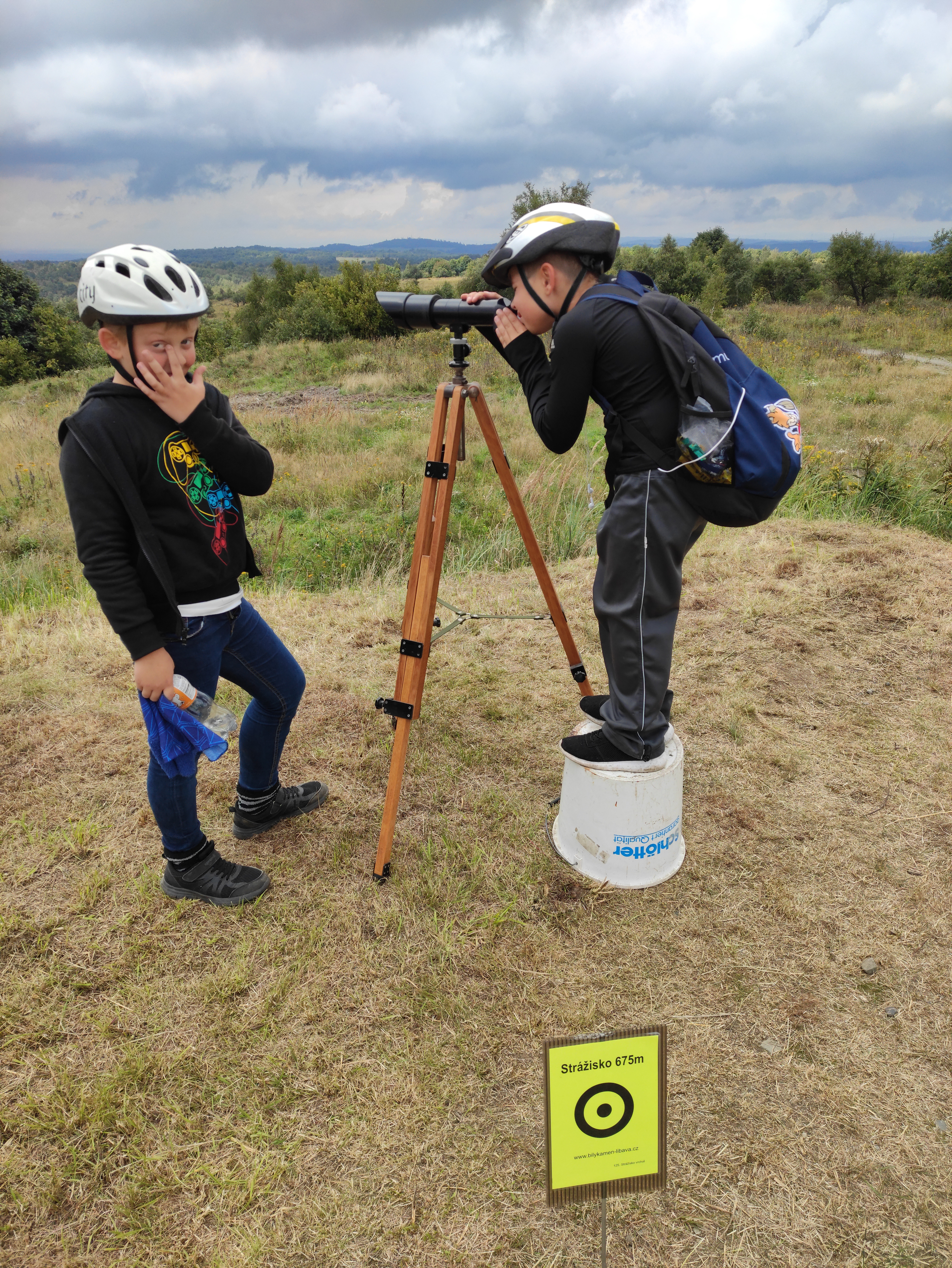
Strážisko (Bílý kámen 2021)
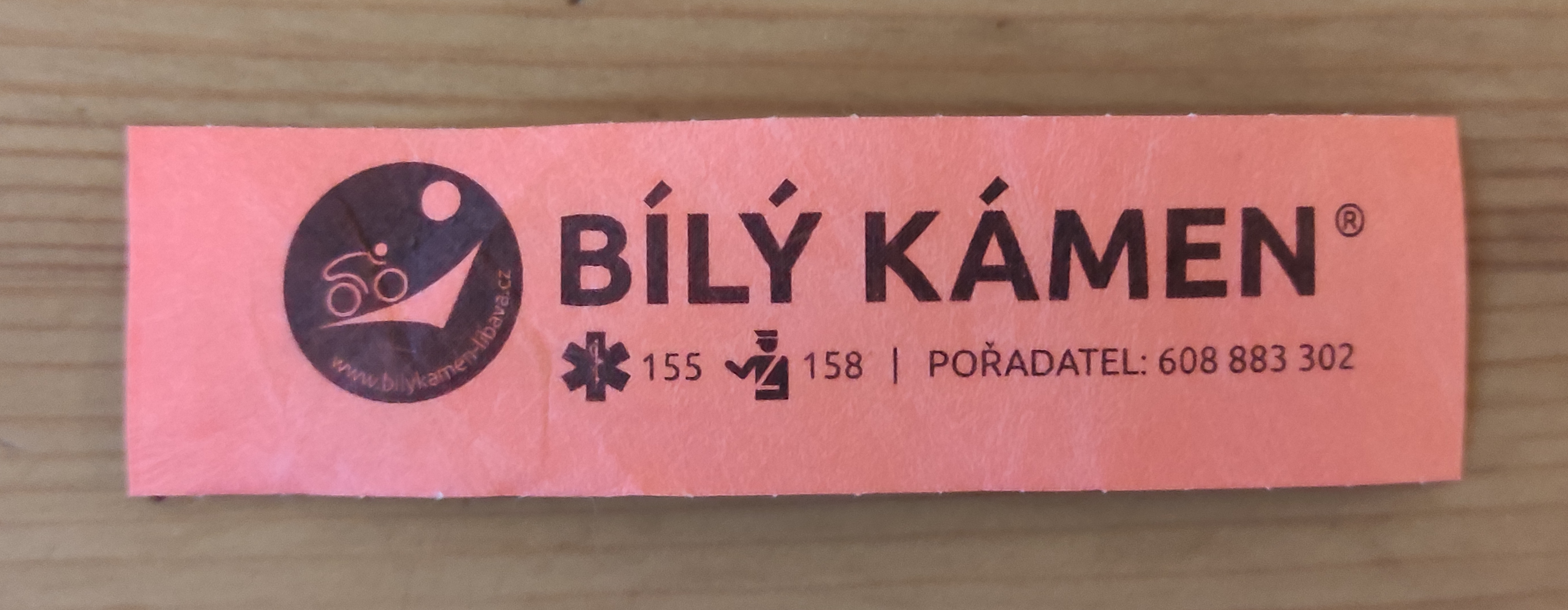
Bílý kámen 2021: zbytek lístku označení účastníka
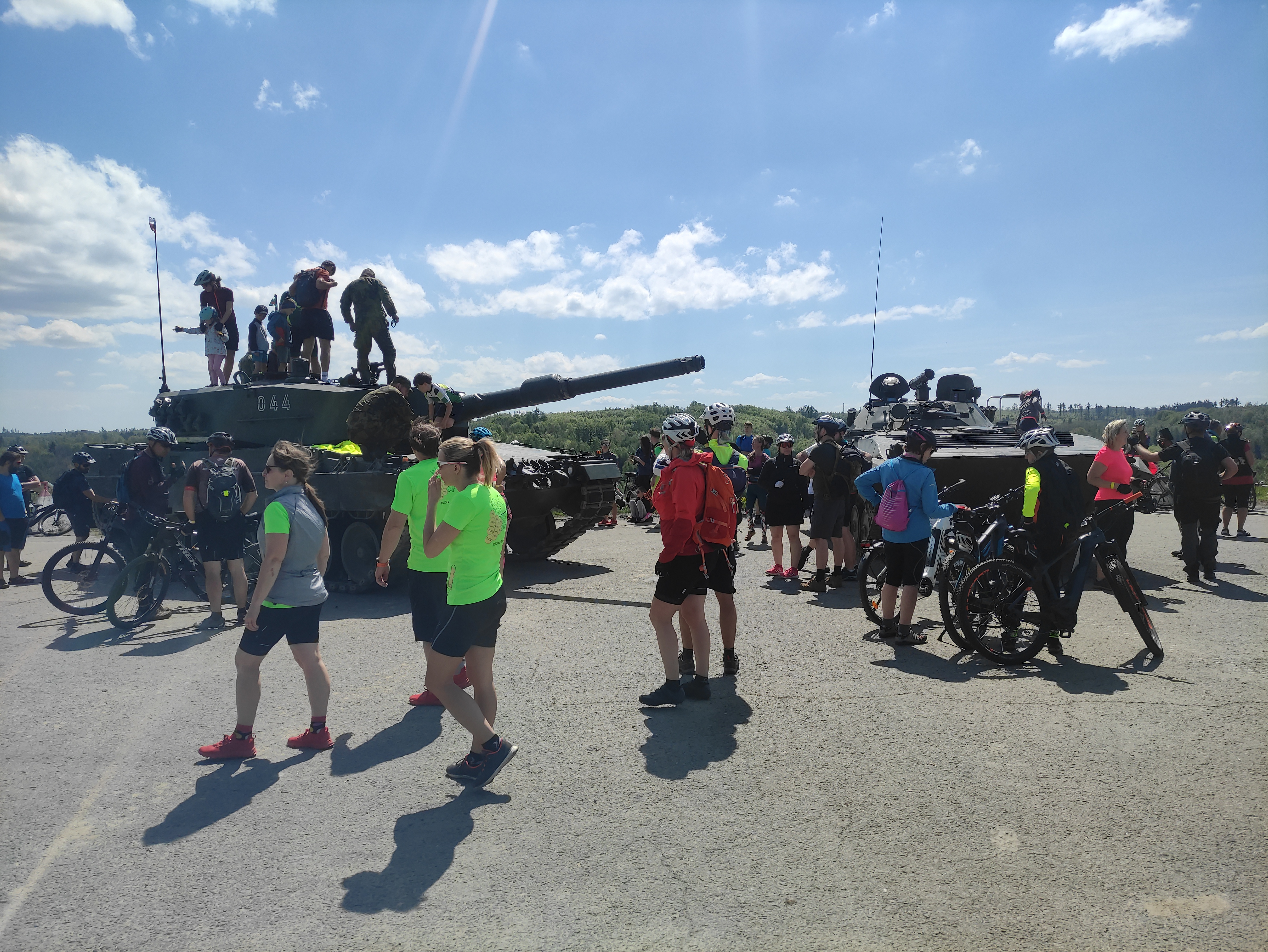
Velká Střelná (Bílý kámen 2024)
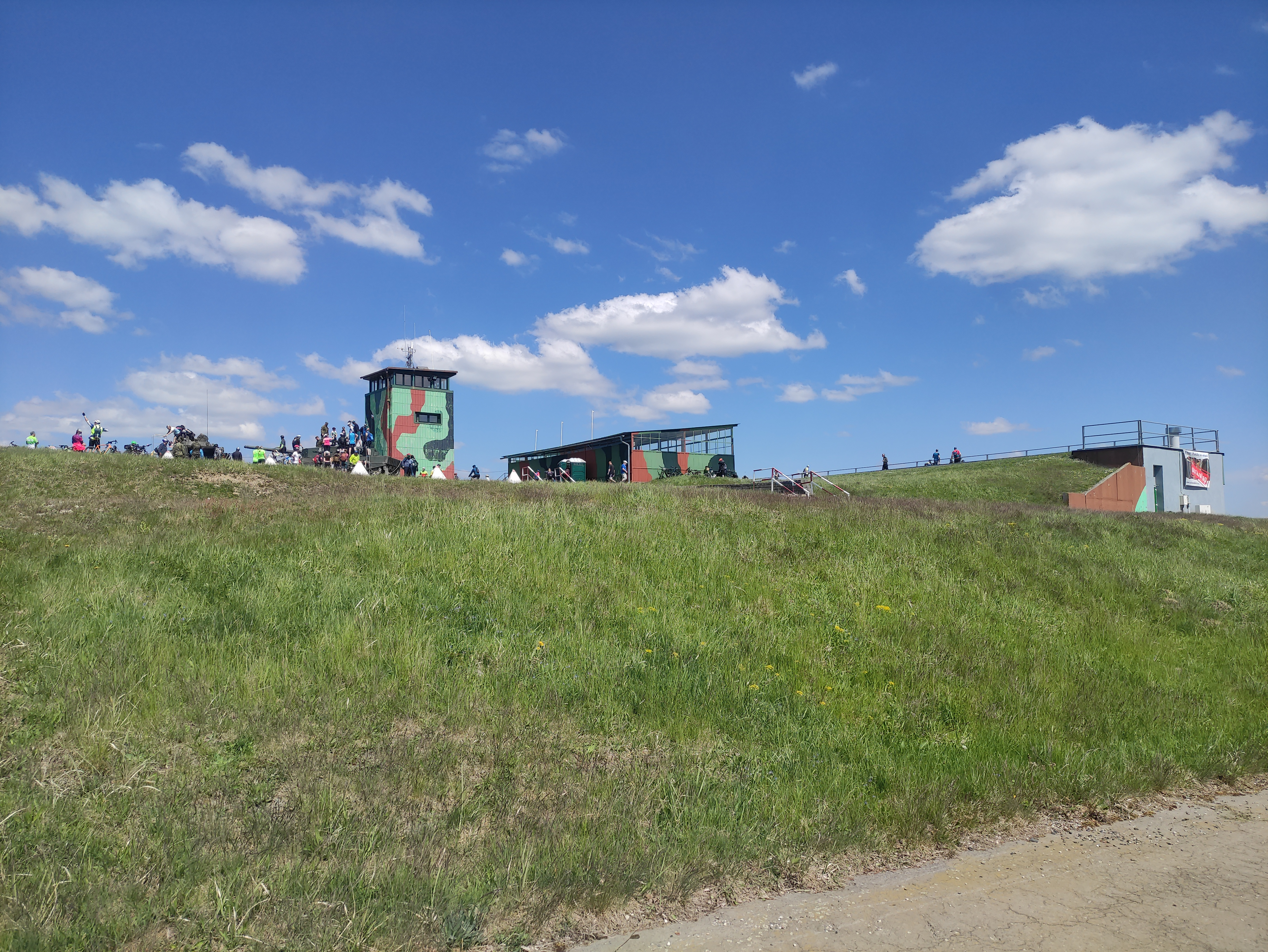
Velká Střelná (Bílý kámen 2024)
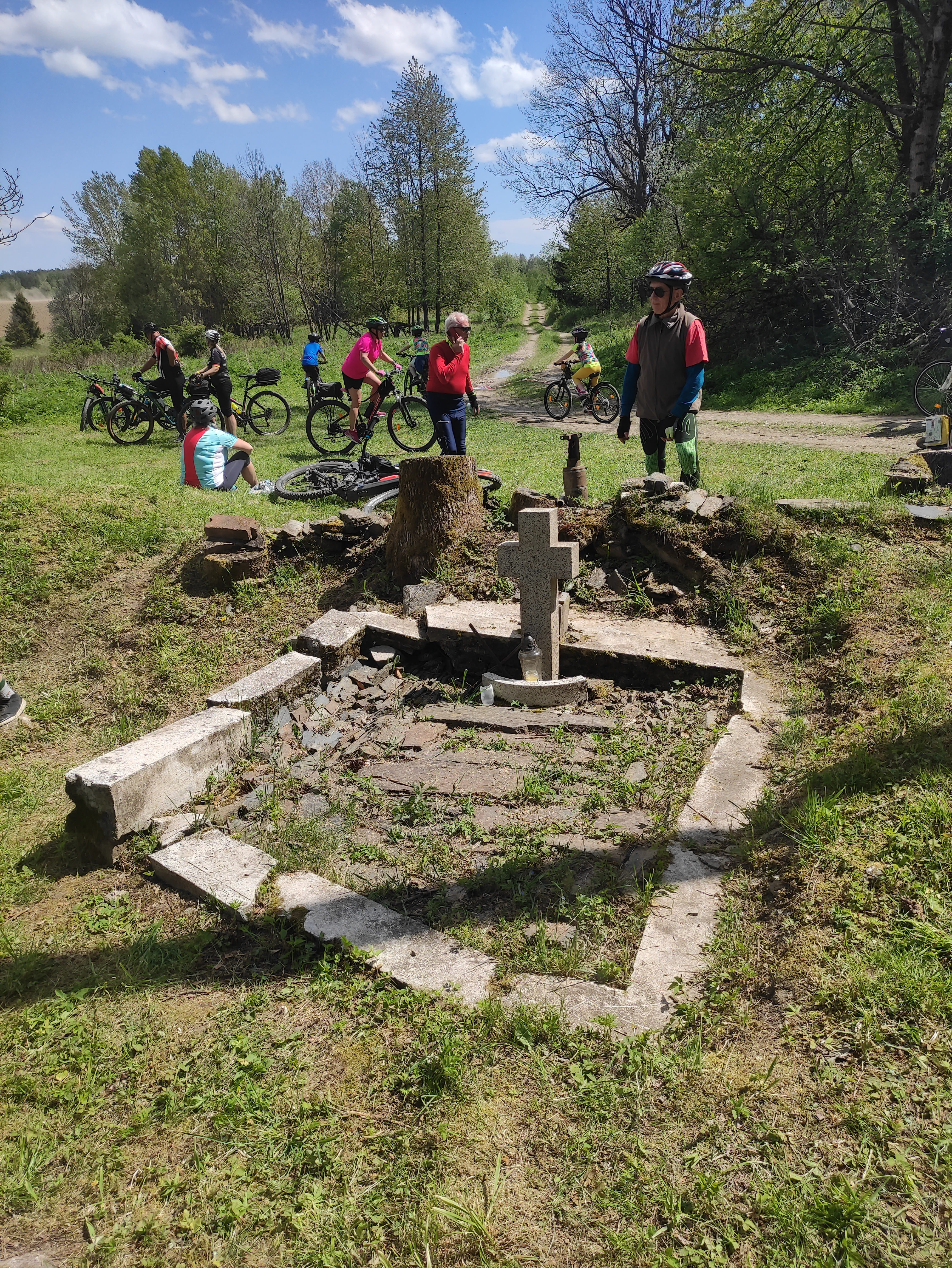
Nová Ves nad Odrou (Bílý kámen 2024)